# Quam Singulari

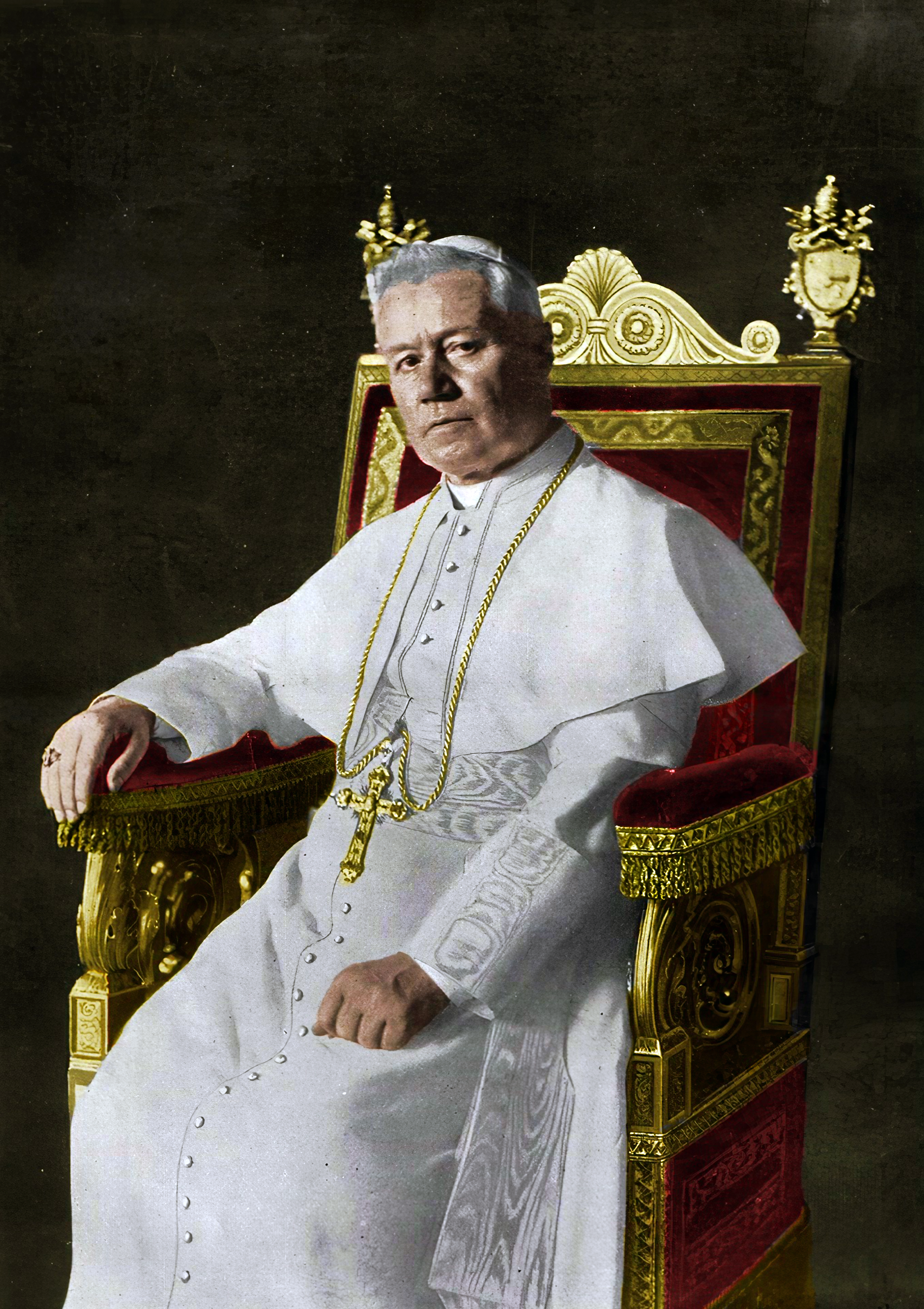
Paus Pius X

Quam singulari (Latijn voor Hoe uitzonderlijk) is de titel van een apostolische constitutie uitgevaardigd door paus Pius X in 1910, met betrekking tot de toelating van kinderen tot de Heilige Communie.
Binnen de Kerk was enige bezorgdheid ontstaan over de op verschillende plaatsen verschillend gegroeide praktijken met betrekking tot het toelaten van kinderen tot de sacramenten van de communie en de biecht. Sommigen beweerden dat men in de jaren des onderscheids (minimaal twaalf jaar) moest zijn om oprecht te kunnen biechten en dat men een volledig begrip van het geloof moest hebben om ter communie te kunnen gaan. Deze beide opvattingen werden door Pius X als een dwaling aangemerkt. Daarbij beriep hij zich op de uitkomsten van het Vierde Lateraans Concilie (1215) en op de geschriften van de Heilige Thomas van Aquino en de Heilige Antoninus. Evenzeer verwees de paus naar de geloofspraktijk in de jonge Kerk, en naar hetgeen Jezus zelf gezegd heeft: "Laat de kinderen tot mij komen." (Marcus 10:14)
De constitutie stelde de leeftijd voor de eerste Heilige Communie vast op ongeveer zeven jaar. Voorts werd gesteld dat niemand een volledige kennis van het geloof hoeft te hebben om toegelaten te worden tot de onderhavige sacramenten. Ten slotte bepaalde de constitutie dat degenen die het gezag hadden over jonge kinderen, gehouden waren deze minstens eenmaal per jaar aan de communie te laten deelnemen.
Om de communiedecreten van Paus Pius X meer ingang te doen vinden, richtten de norbertijnen van Averbode (voornamelijk pater Basiel Vanmaele) de Eucharistische Kruistocht op.